# 北34条駅
北34条駅（きたさんじゅうよじょうえき）は、北海道札幌市北区北33条西4丁目にある、札幌市営地下鉄南北線の駅。駅番号はN02。

## 歴史
- 1978年（昭和53年）3月16日：北24条駅 - 麻生駅間延伸に伴い、開業。
- 2012年（平成24年）7月27日：可動式ホーム柵が稼働開始[1]。
- 2020年（令和2年）
  - 12月14日：当駅の上下線ホームを繋ぐ地下連絡通路が浸水し、南北線は北24条駅 - 麻生駅間で運休となる。翌15日の16時53分には運転を再開したものの、当駅は7日間にわたって使用中止（臨時通過）となる[2][3]。
  - 12月21日：1番ホームに限り営業を再開[4]。
  - 12月26日：2番ホームの営業を再開[5]。
- 2021年（令和3年）12月28日：上下線ホーム間の地下連絡通路を廃止[6]。
- 2022年（令和4年）9月18日：当駅の駅放送が更新される[7]。

## 駅構造
地下1階に改札口、地下2階に2面2線の相対式ホームがある。ホームおよび改札口は札樽自動車道の南側だが、地下通路は北側まで伸びている。改札口は行き先によって違い、エレベーターもそれぞれ設置されている。出入口は5ヶ所あり、エレベーターは3番出入口隣に設置されている。4・5番出入口へのコンコースは非常に長く、防犯上の理由により22時30分で閉鎖される。また、このコンコースには札幌市交通局に関わる車両やバスの写真パネルが展示されている。駅ビル内には、飲食店、スーパー、コンビニが入居する。

### のりば
| ホーム | 路線   | 行先                       |
| ------ | ------ | -------------------------- |
| 1      | 南北線 | さっぽろ・大通・真駒内方面 |
| 2      | 南北線 | 麻生方面                   |

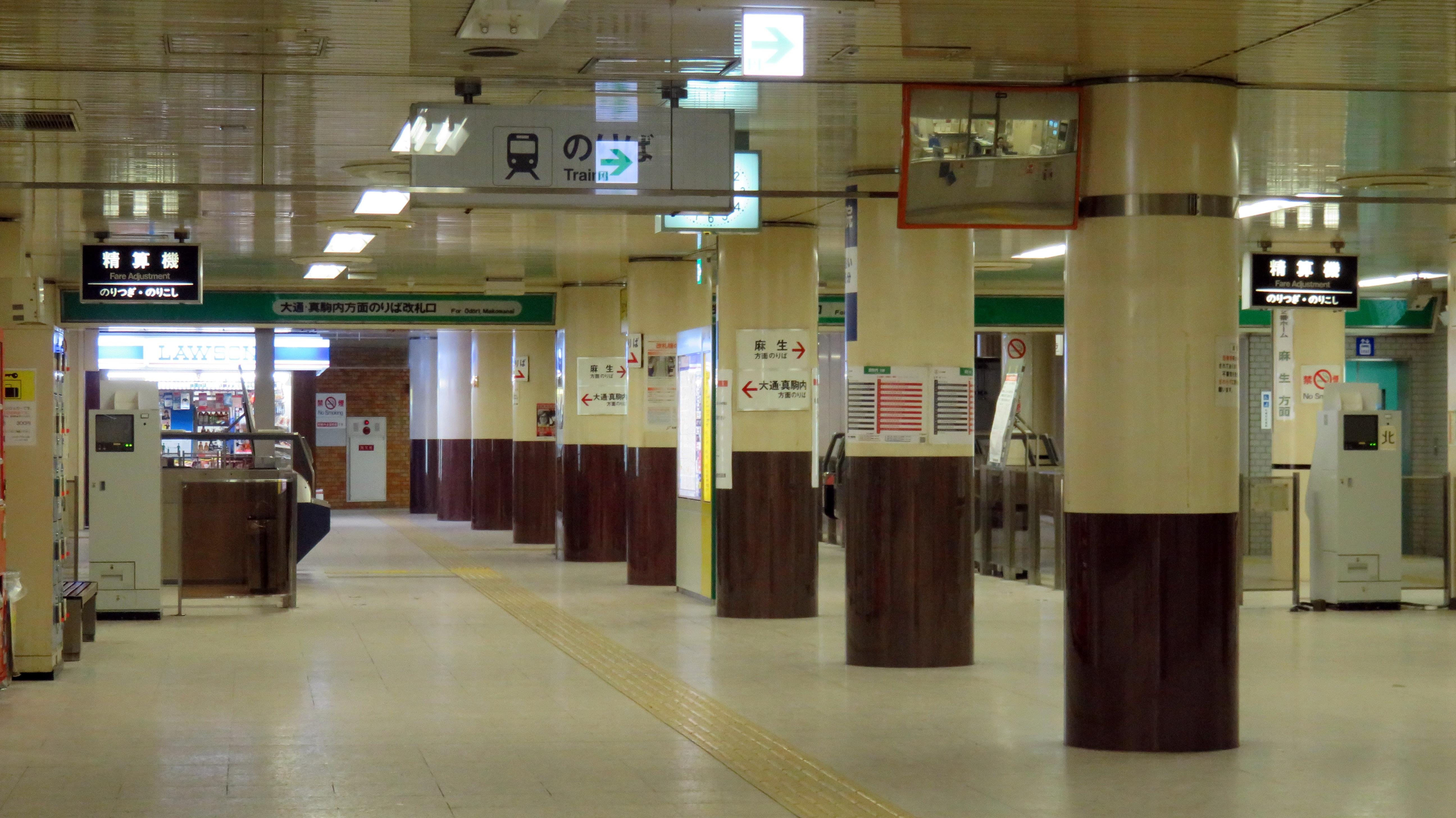
改札口
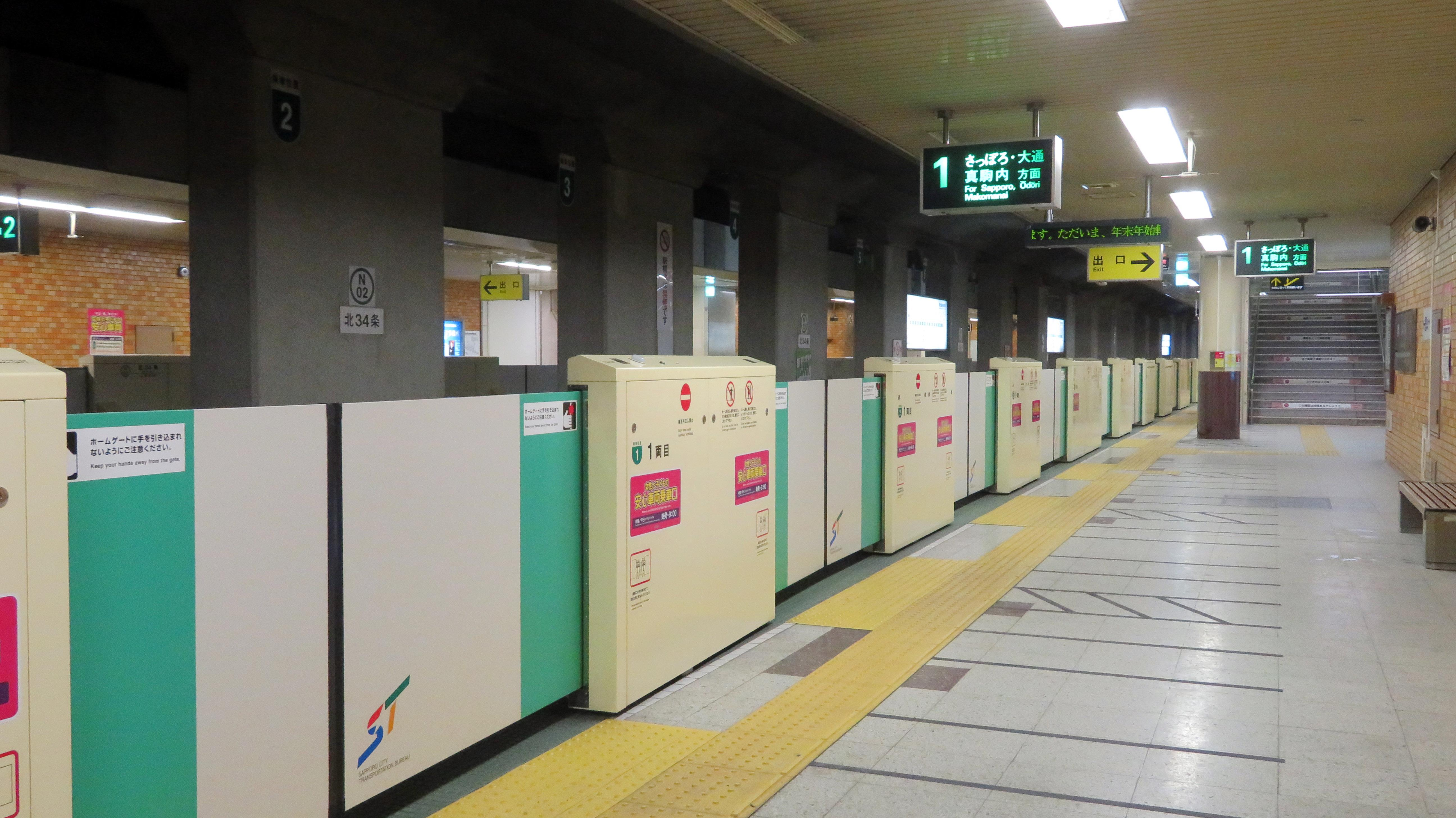
ホーム
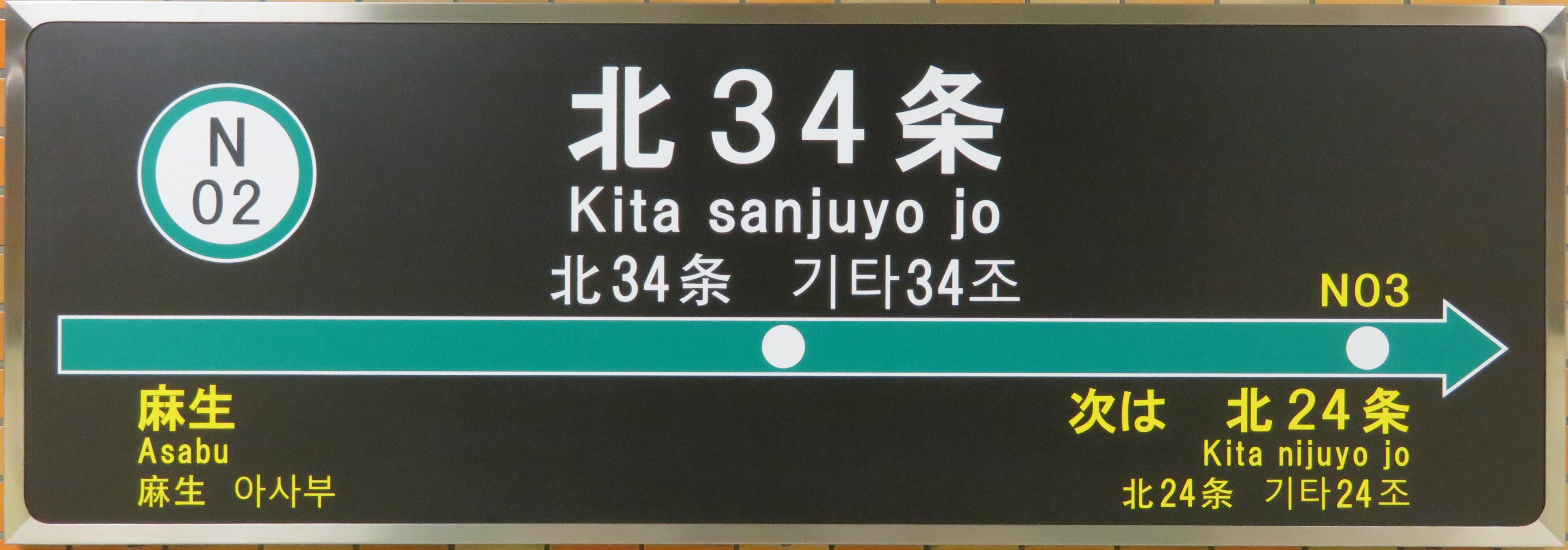
駅名標

### 出口
| 出口番号 | 出口周辺                           | 備考             |
| -------- | ---------------------------------- | ---------------- |
| 1        | 札幌北三十四条郵便局               |                  |
| 2        | バス待合室                         |                  |
| 3        |                                    | エレベーターあり |
| 4        |                                    |                  |
| 5        | 北まちづくりセンター・札幌北税務署 |                  |

## 利用状況
札幌市交通局によると、2022年度の1日平均乗車人員は6,563人であった。
近年の1日平均乗車人員の推移は以下の通りである。
| 年度   | 1日平均 乗車人員 | 出典   |
| ------ | ---------------- | ------ |
| 2003年 | 7,013            | [ 10 ] |
| 2004年 | 6,924            | [ 10 ] |
| 2005年 | 7,081            | [ 10 ] |
| 2006年 | 7,196            | [ 10 ] |
| 2007年 | 7,116            | [ 10 ] |
| 2008年 | 6,961            | [ 10 ] |
| 2009年 | 6,715            | [ 10 ] |
| 2010年 | 6,768            | [ 10 ] |
| 2011年 | 6,873            | [ 11 ] |
| 2012年 | 6,976            | [ 11 ] |
| 2013年 | 7,040            | [ 11 ] |
| 2014年 | 7,075            | [ 11 ] |
| 2015年 | 7,127            | [ 11 ] |
| 2016年 | 7,337            | [ 12 ] |
| 2017年 | 7,365            | [ 12 ] |
| 2018年 | 7,305            | [ 13 ] |
| 2019年 | 7,197            | [ 14 ] |
| 2020年 | 5,573            | [ 15 ] |
| 2021年 | 5,995            | [ 15 ] |
| 2022年 | 6,563            | [ 15 ] |

## 駅周辺
駅の北に、地下鉄線と直交する形で札幌新道国道5号と高架の札樽自動車道が走る。駅の東西にそれぞれ数百メートル離れて、札幌北ICの二つの出入り口がある。周辺は中低層の住宅に商店と業務ビルが混じる市街地である。
- 国道5号・国道274号（札幌新道）
- 札樽自動車道札幌北インターチェンジ
- 北警察署北三十条交番
- 札幌北三十四条郵便局
- 札幌市立和光小学校
- 札幌市立北小学校
- 札幌市立北陽小学校
- 札幌市立北陽中学校
- 札幌市立北栄中学校
- 札幌禎心会病院
- 札幌創成高等学校
- 札幌北税務署
- 札幌法務局北出張所
- 北海道信用金庫幌北支店
- 麻生自動車学校
- ラルズマート 北35条店

## バス路線
1978年（昭和53年）3月16日に供用開始した「北34条バス発着場」のほか、周辺路上にバス停留所が設置されている。2024年（令和6年）12月の平日1日あたり、スクールバス等の非公示便を除く発着便数は、バス発着場・路上停留所を合わせて209便。
2025年（令和7年）4月1日現在。すべて北海道中央バスによる運行で、高速おたる号はジェイ・アール北海道バスも含む。路線詳細は営業所・路線記事を参照。

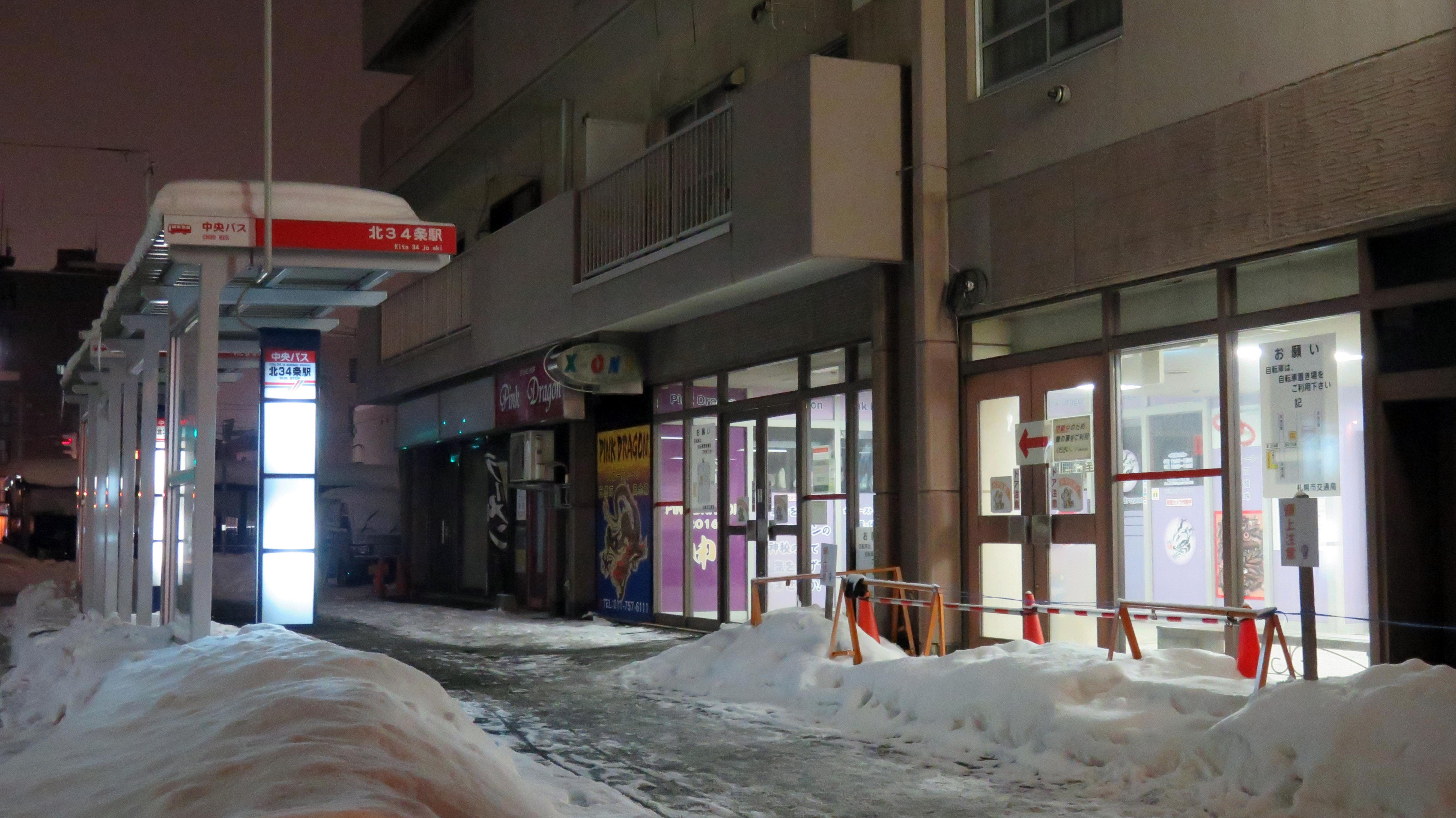
北34条バス発着場
- 札幌東営業所
  - 東76 丘珠北34条線：中沼小学校通
  - 東78 札幌新道線：東営業所

2番出入口北側
- 降車専用

路上 1番出入口側
- 札幌北営業所
  - A 新千歳空港連絡バス：新千歳空港

路上 西5丁目樽川通沿い
- 札樽線 (北海道中央バス)、札樽線 (ジェイ・アール北海道バス)
  - 高速おたる号：小樽駅前 / 札幌ターミナル

このほか、高速おたる号のりばの札幌都心寄りに「北32条西5丁目」停留所があり、札幌市北部方面、札幌都心方面の発着がある（新川営業所）。

## 2020年12月の漏水
北34条駅が所在する地域は元来水気の多い土地であり、地下鉄開業以前は未舗装路に荷馬車の車輪がたびたび埋まることがあったほか、1978年（昭和53年）の地下鉄工事においても次々に染み出してくる水をポンプでくみ出す必要があり、作業員の手を煩わせたという。北海道立総合研究機構の広瀬亘主査によると、駅周辺の地層には泥や数ミリメートルほどの砂粒が多いため水を含みやすく、地下1メートルから十数メートルの深さに透水層がある。
このため北34条駅では、1時間あたり11290リットルの湧水をポンプで排出し続けてきており、同じ南北線のすすきの駅や中島公園駅が湧水量ゼロであるのとは対照的な環境に置かれてきた。
そして2020年（令和2年）12月14日、北34条駅の上下線ホームをつないでいる地下連絡通路で漏水が発生し、漏水当日は北24条〜麻生間において終日運転見合わせ。翌日より当駅への列車の停車を見合わせる事態となった。その後1週間にわたって駅利用者向けに代替バスが運行されたが、12月21日になって真駒内方面ホームの使用が再開した。しかし排水設備を設置していた麻生行きホームは停車見送りが継続し、当ホーム利用者はいったん隣の駅まで列車に乗ってから折り返す必要があった。12月26日に麻生行きホームも利用再開したが、ホーム上の一部区域にはホースが置かれているため、連絡通路とエレベーターの閉鎖は続いた。
このような事態に至った原因として、前述の広瀬主査は「建設工事でくみ上げられてきた地下水の量が回復してきたのでは」と考察している。また、2018年（平成30年）の北海道胆振東部地震で駅周辺に液状化現象が発生したことから、「時間はたっているが地震との関連性も排除しきれない」ともしている。
2021年（令和3年）3月2日、札幌市交通局は、コンクリート施工の壁の継ぎ目1か所から地下水が浸水し、壁を損傷させていたことを公表した。また対策として、5月上旬までに継ぎ目を厚さ15センチメートルのモルタルで補修するほか、排水能力を4倍に高めて毎分1000リットルとするとしている。
2021年12月28日、札幌市交通局は、恒久対策としての工事を終え、連絡通路内に設置している排水ポンプの切替えや消防設備に係る設備機器の改修を実施していることを公表した。全ての工事・改修等が終了した後も構造コンクリートが露出している状態となるため、閉鎖中の北34条駅上下線ホーム間の連絡通路については、そのまま廃止することが決定した。

## その他
- 駅スタンプは北34条駅のイニシャルKの中に札幌新道と札樽自動車道の高架が描かれている[22]。
- アラビア数字を使った鉄道駅名において、当駅に使われている数値（34）は日本一大きな値である。

## 隣の駅
札幌市営地下鉄
 南北線
麻生駅 (N01) - 北34条駅 (N02) - 北24条駅 (N03)